# Spazio liminale

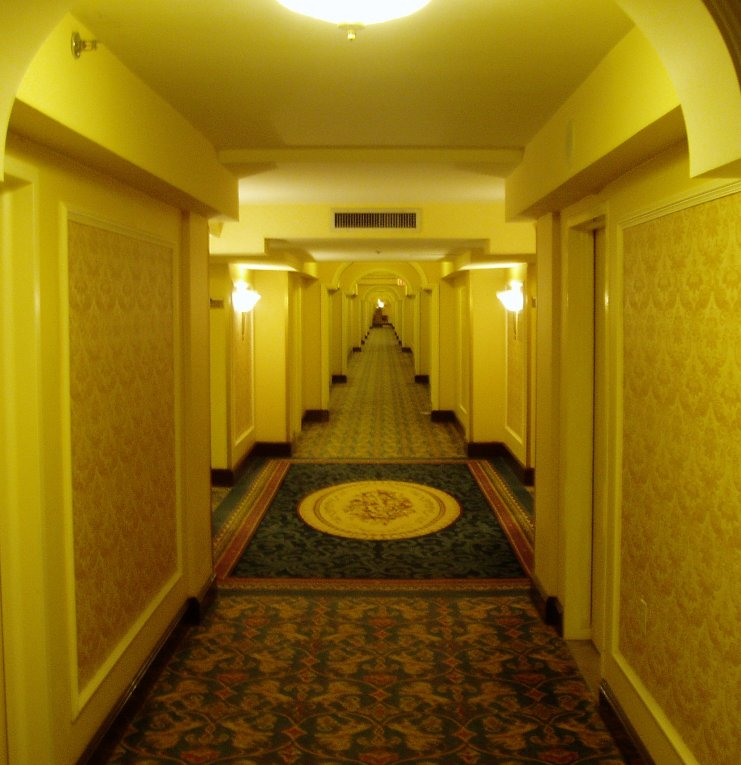
Foto di un corridoio vuoto di un hotel, esempio di spazio liminale

Uno spazio liminale è un luogo di transito e connessione privo di soggetti, reale o immaginario,  che genera un senso di inquietudine o nostalgia.

## Descrizione

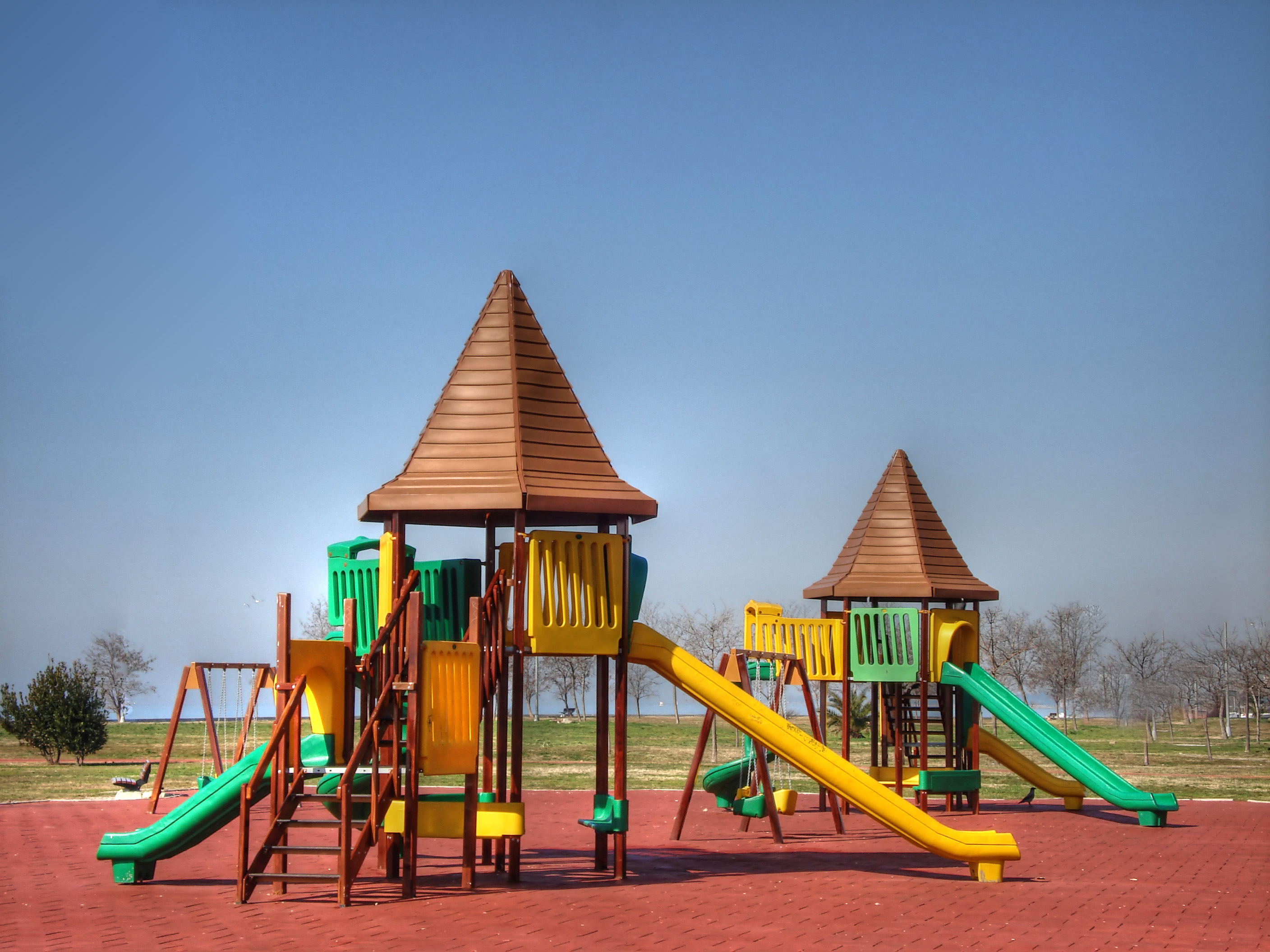
Un parco giochi vuoto, essendo privo di bambini, si può considerare uno spazio liminale.

Il concetto di liminalità viene usato per descrivere un luogo o una situazione di passaggio concreta (ad esempio un ingresso) o psicologica (come il periodo dell'adolescenza). Analogamente a ciò che accade in tali situazioni, gli spazi liminali, reali o fittizi che siano, trasmettono un senso di inquietudine, nostalgia e malinconia, ma possono anche far provare un misto di comfort e disagio. Secondo alcuni, risultano stranianti in quanto si tratta di luoghi familiari privi di qualcosa che in genere li caratterizza, come l'assenza di individui; i ricercatori del Journal of Environmental Psychology ritengono che siano inquietanti o "strani" perché caratterizzati da una particolare architettura o arredamento. Secondo Alexander Diel e Michael Lewis dell'università di Cardiff, gli spazi liminali hanno degli elementi in comune con il fenomeno dell'uncanny valley, che consiste in quel senso di disagio a cui può portare la vista di certi robot molto somiglianti ma non perfettamente uguali agli esseri umani. Diel e Lewis ritengono infatti che, quando si discostano leggermente dalla realtà, dei comuni luoghi fisici possono risultare in qualche modo sgradevoli. Similmente, il filosofo Peter Heft, basandosi sulle teorie di Mark Fisher, asserisce che il senso di inquietudine può essere avvertito quando un individuo assiste a una situazione in un contesto diverso da quello che si aspetta. Ad esempio, una scuola, che dovrebbe essere un luogo frequentato da insegnanti e studenti, diventa disturbante se fotografata vuota.

## In Internet

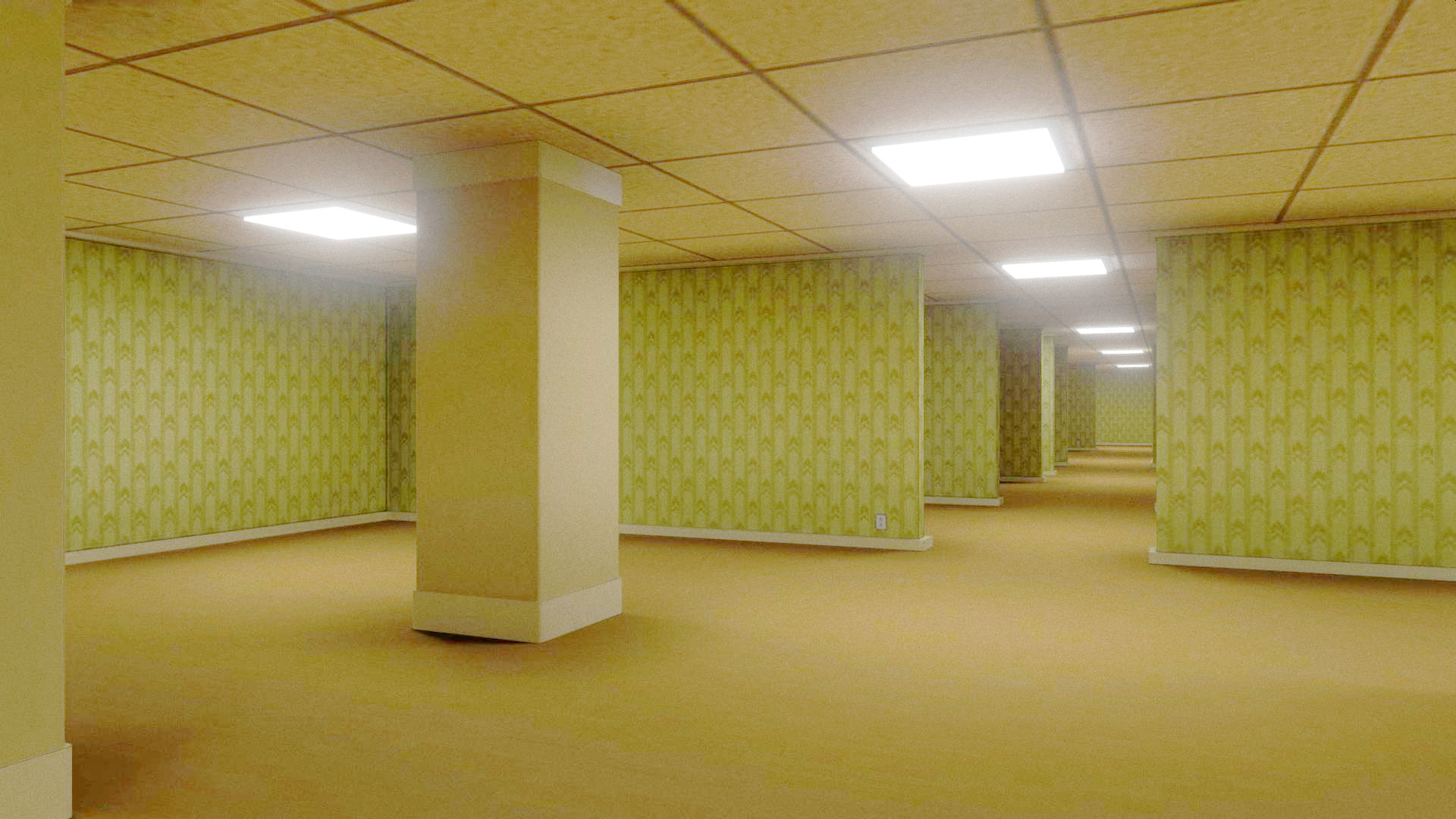
Una backroom realizzata digitalmente

Gli spazi liminali sono diventati, durante i primi anni 2020, i protagonisti di un fenomeno di Internet. Tale fenomeno ha preso piede a partire dal 2019, quando venne pubblicata su 4chan una breve creepypasta di un autore ignoto accompagnata dall'immagine di un corridoio decorato da tappeti gialli e rivestito da carta da parati. Tale fotografia era accompagnata da una didascalia secondo la quale «noclippando i limiti nella vita reale» si può entrare nelle backrooms, una terra desolata fatta di corridoi dove non vi sono altro che «la puzza di un vecchio tappeto umido, la madness of mono-yellow (sic), il ronzio delle luci fluorescenti e circa seicento milioni di miglia quadrate di stanze vuote segmentate casualmente in cui rimanere intrappolati». A partire da allora si sono diffuse altre immagini simili su Reddit, Twitter e TikTok. Durante il mese novembre del 2022 su Reddit il subreddit /r/LiminalSpace era seguito da oltre 500.000 follower, il photoposting riguardante gli spazi liminali @SpaceLiminalBot su Twitter aveva raggiunto oltre 1,2 milioni di follower e l'hashtag TikTok #liminalspaces contava oltre due miliardi di visualizzazioni.